# 岐阜医疗技术短期大学
岐阜医疗技术短期大学（日语：／ Gifu Iryōgijutsu Tanki Daigaku *），简称岐医短，是过去一所位于日本岐阜县关市的私立短期大学。後身、岐阜医疗科学大学。

## 概要

### 简介
- 学校最早可以追溯到1972年[1]。短期大学为于1983年开办[1]、由学校法人神野学园经营、招生到2005年[2]（但专科招生到2007年）、停办于2009年。为男女同校从开办。

### 历史
- 1983年 岐阜医疗技术短期大学成立并同时设置两个学科、以下列举[1]。
  - 卫生技术学科
  - 诊疗放射线技术学科
- 1991年 护理学科成立[1]。
- 1999年 两个专攻成立于专科、以下列举[1]。
  - 地区护理学专攻
  - 助产学专攻
- 2005年 本科招生最后（但专科招生到2007年）、次年停止招生（正式停办于2009年8月26日[2]）。
- 2006年 岐阜医疗科学大学成立。

## 学校环境
- 校区：在了岐阜县关市[注 1]

## 历任校长
- 铃木祥一郎：第一代短期大学校长[3]。

## 组织

### 学科
- 卫生技术学科
- 诊疗放射线技术学科
- 护理学科

### 专科
| - 地区护理学专攻 - 助产学专攻 |

### 业余课程
| - 没有 |

## 相关链接
- 日本短期大学列表
- 中日本自动车短期大学